# Ciro Pinsuti
Ciro Pinsuti (Sinalunga, (Siena) 9 de maig de 1828 – Florència (Toscana)10 de març de 1888) fou un compositor italià.
Sent Pinuti encara molt jove, l'anglès Henry Drummond se l'emportà amb ell a Londres, on el va fer estudiar piano i violí; el 1845 Pinsuti tornà al seu país, on llavors ingressà en el Liceu filharmònic; llavors fou deixeble de Rossini. A partir de 1848 tornà a residir a Anglaterra, i a Newcastle fundà una societat musical; des de 1856 fou professor de cant de la Royal Academy of Music, però ja anteriorment havia assolit celebritat en l'ensenyament d'aquell art. En aquesta última institució va tenir entre d'altres alumnes Janet Monach Patey, o l'escocesa Sarah Edith Wynne.
Els últims anys de la seva vida els passà a Itàlia, on feu representar les seves òperes Il mercante di Venezia (estrenada a Bolonya el 1873). Mattia Corvino (estrenada a Milà el 1877), i Margherita (estrenada a Venècia el 1882). A més, va compondre, música vocal i instrumental, passant de 200 les obres que dona a imprimir. En el gènere religiós se li deu Te Deum, escrit per a celebrar l'annexió de la Toscana amb Itàlia.
Va pertànyer a l'Acadèmia Filharmònica de Roma, des de l'edat d'onze anys, i altres corporacions. El teatre de la seva població porta el seu nom.